# Langues duna-pogaya
Les langues duna-pogaya (ou langues duna-bogaya, langues duna-pogaia) sont une proposition de famille de langues papoues parlées en Papouasie-Nouvelle-Guinée, dans les provinces des Hautes-Terres méridionales et ouest. 

## Classification
Les langues duna-pogaya font partie des familles possiblement rattachées, selon Malcolm Ross, à la famille hypothétique des langues de Trans-Nouvelle Guinée. Haspelmath, Hammarström, Forkel et Bank estiment que les preuves sont insuffisantes, notamment dans la comparaison des pronoms personnels, utilisés par Ross comme éléments de parenté entre les langues papoues. Ils laissent au duna et au pogaya leur statut de langues isolées.

## Liste des langues
Les langues duna-pogaya sont :
- duna
- pogaya (bogaya)